# 千葉県道272号西江見停車場線
千葉県道272号西江見停車場線（ちばけんどう272ごう にしえみていしゃじょうせん）は、千葉県鴨川市を起点・終点とする一般県道。
江見市街地の旧道にも一部当たり、江見駅のアクセスをする。また、江見地区の山間部畑地区を縦貫し曽呂地区へ至るが途中は、狭隘で急カーブが多い。

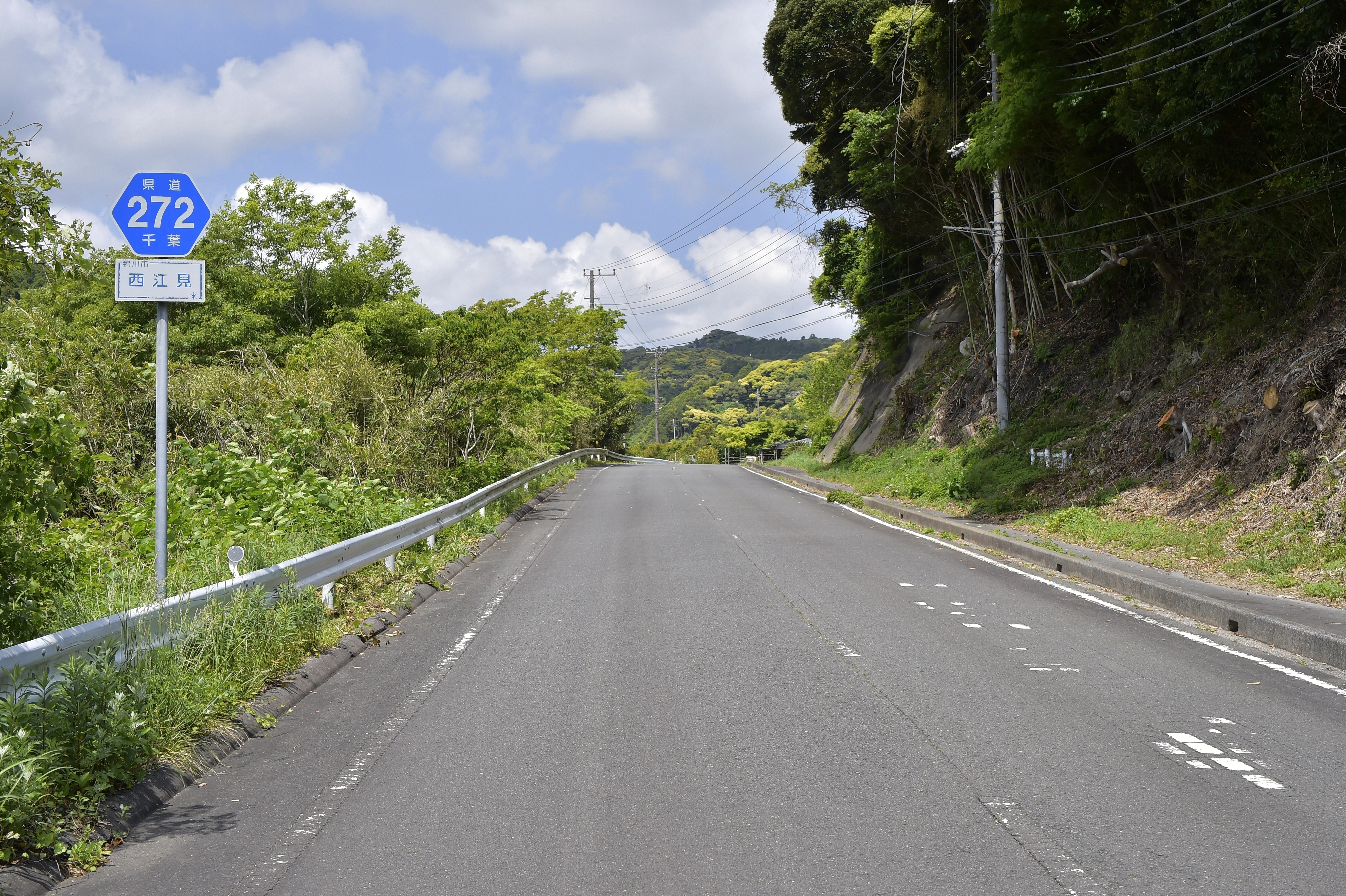
千葉県道272号西江見停車場線
鴨川市西江見（2023年4月）

## 路線データ
- 起点：鴨川市西（信号無交差点、千葉県道89号鴨川富山線交点）
- 終点：鴨川市西江見（内房線江見駅）
- 総延長：6.996 km（安房土木事務所管内：6.996 km[1]）
- 重用延長：なし（安房土木事務所管内：0.0 km[1]）
- 実延長：6.996 km（安房土木事務所管内：6.996 km[1]）

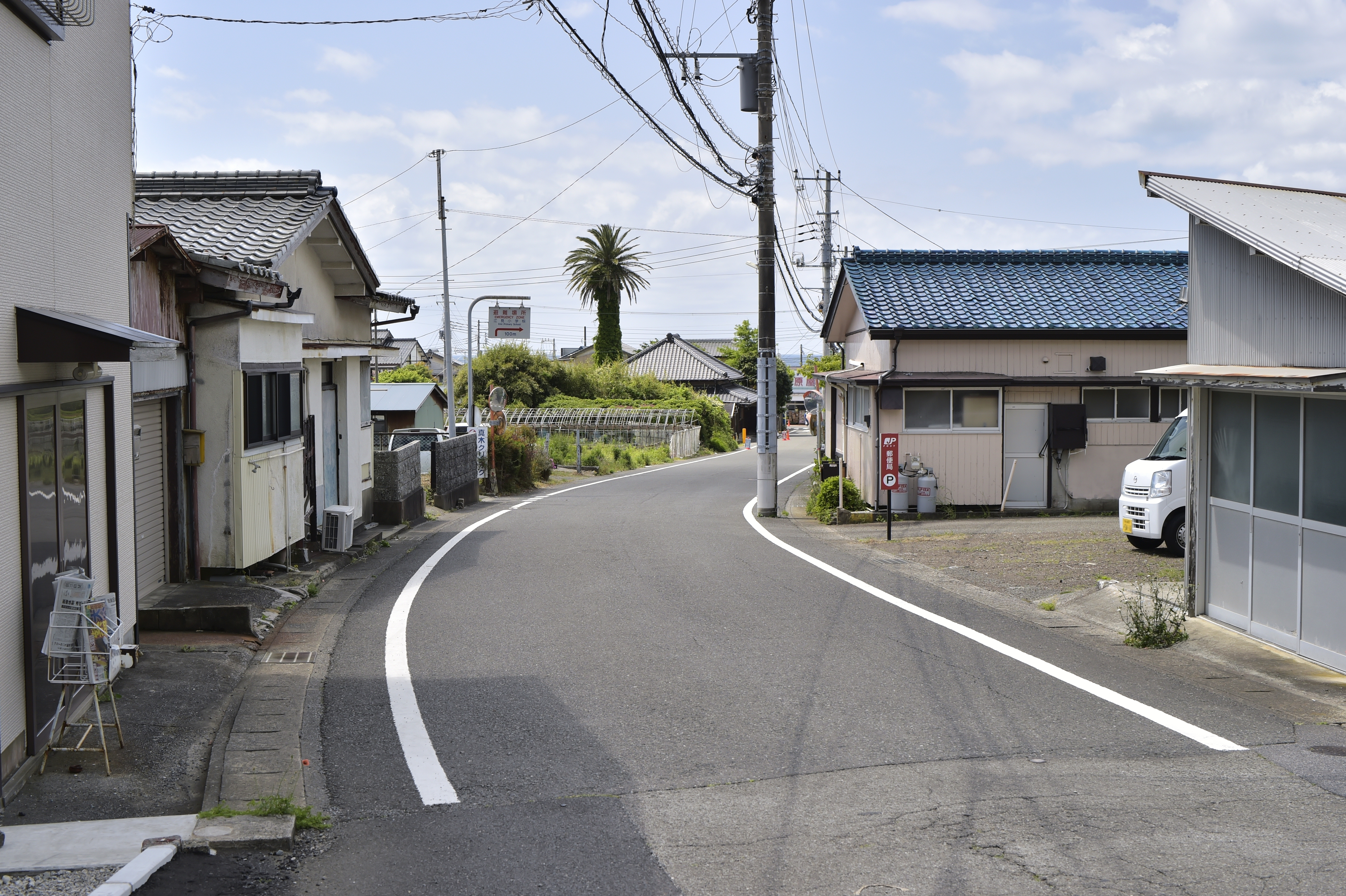
JR江見駅前の道路の様子（2023年4月）

## 通過する自治体
- 千葉県鴨川市

## 交差する道路
- 千葉県道89号鴨川富山線 - 鴨川市西（信号無交差点、起点）

## 踏切
鴨川市議会ログによると、当道路にある内房線の「宇遠野踏切」（地名は内遠野、踏切名は正式には宇遠野でありログは間違い）が狭隘であるため改良を要望している。周辺の道路は改良済み。